# Musée Souvorov

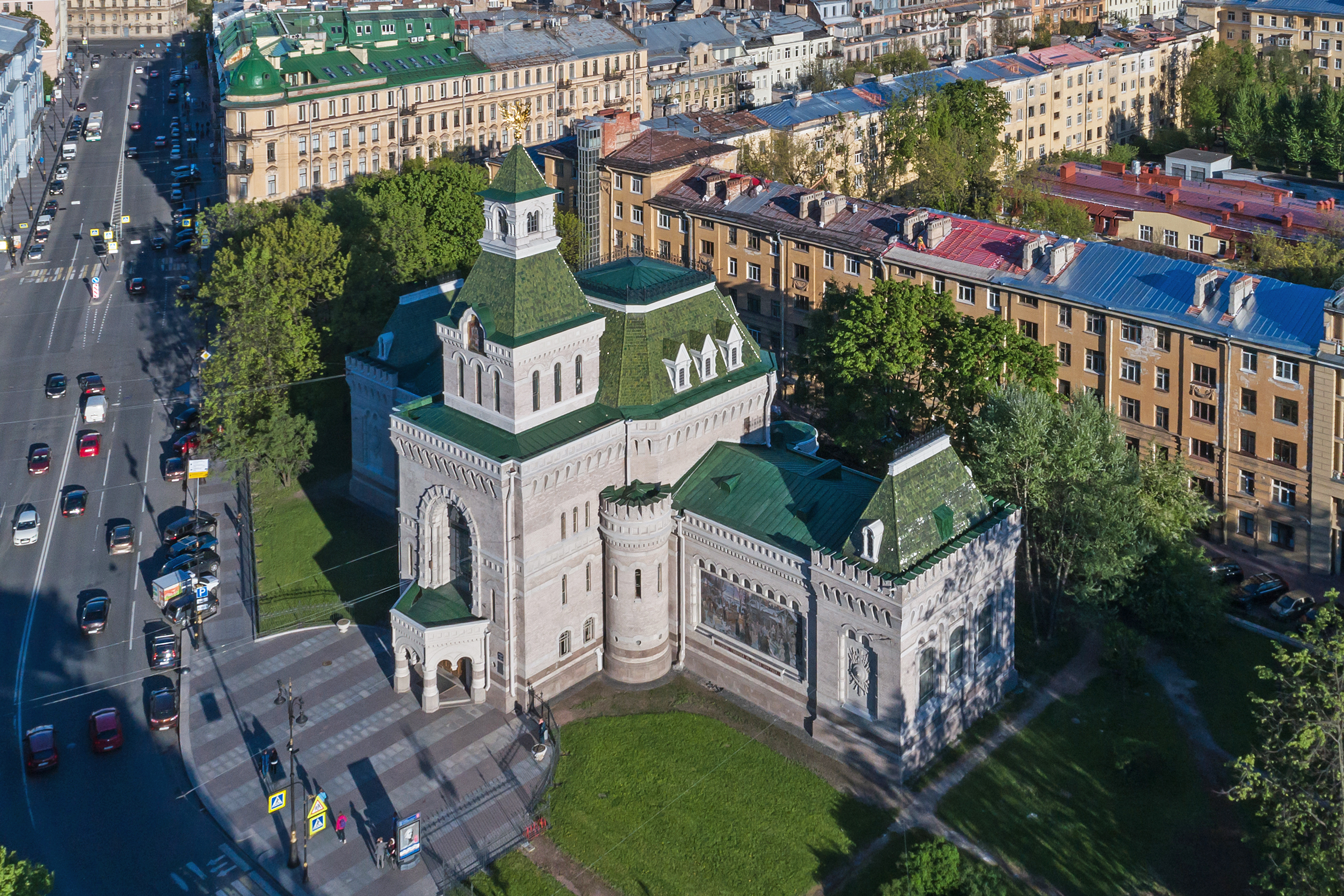
Le musée militaire de Souvorov a été conçu pour ressembler à une forteresse médiévale russe.

Le musée mémorial Suvorov (en russe : Музей Суворова) à Saint-Pétersbourg, en Russie, est un musée militaire dédié à la mémoire du généralissime Alexandre Souvorov (1729-1800). Il a été fondé en 1900 pour commémorer le siècle de la mort de Suvorov et a été inauguré quatre ans plus tard, à l'occasion du 175e anniversaire de la naissance de Souvorov, avec beaucoup d'apparat, en présence de l'empereur Nicolas II. 

## Histoire et description
En 1904, le musée s'installe dans le bâtiment actuel, conçu sur le modèle flamboyant d'Alexander von Hohen dans un style néo-russe dramatique. L'aspect austère de ce bâtiment provient principalement de l'architecture militaire médiévale moscovite. Outre le blason de la famille Souvorov et des signes de gloire militaire, la façade présente deux mosaïques représentant "Souvorov quittant la Russie pour l'Italie en 1799" et " Souvorov traversant les Alpes ". 
Les collections du musée, qui comptaient plus de 100 000 pièces en 2002, ont été acquises par le biais d’achats et de dons privés. Les autorités communistes firent fermer le musée en 1919 et les collections furent dispersées dans d'autres musées. Dans les années 1930, le bâtiment abritait l'AeroMuseum. Pendant le siège de Léningrad, il a été endommagé par une bombe. 
Au cours de la Seconde Guerre mondiale, le respect de Suvorov a été rétabli dans l'armée soviétique. En conséquence, le bâtiment du musée a été rénové en 1950 et a repris son activité l'année suivante. La dernière restauration a été entreprise en 1995-2000. 

## Voir également
- Musée Souvorov, Timanivka, Timanivka, Toultchyn, Vinnytsia, Ukraine
- Musée Souvorov, Ochakiv, Otchakiv, Ukraine
- Musée et réserve Souvorov, à Konchanskoye-Suvorovckoye, Russie
- Musée Suworow, Linthal, Linthal, Suisse
- Musée Souvorov, Izmail, Izmaïl, Ukraine
- Musée d'histoire militaire de Souvorov, Kobryn, Kobryn, Biélorussie